# STC Recordings
STC Recordings is de naam van het onafhankelijk platenlabel opgericht door de leden van de Britse hardrockband Thunder.
Bij de hereniging in 2002 kregen de leden van Thunder contracten aangeboden van verschillende labels. Hun slechte ervaringen uit het verleden en de studio-ervaring, niet slechts als muzikanten, die ze allen bezaten waren aanleiding tot het oprichten van een eigen label. Op dit label worden tot op vandaag hun albums uitgebracht.